# Piranga bourgogne
Espèce
Répartition géographique
Statut de conservation UICN

 LC : Préoccupation mineure
Le Piranga bourgogne (Piranga lutea) est une espèce de passereaux de la famille des Cardinalidae (auparavant placée dans la famille des Thraupidae).

## Répartition

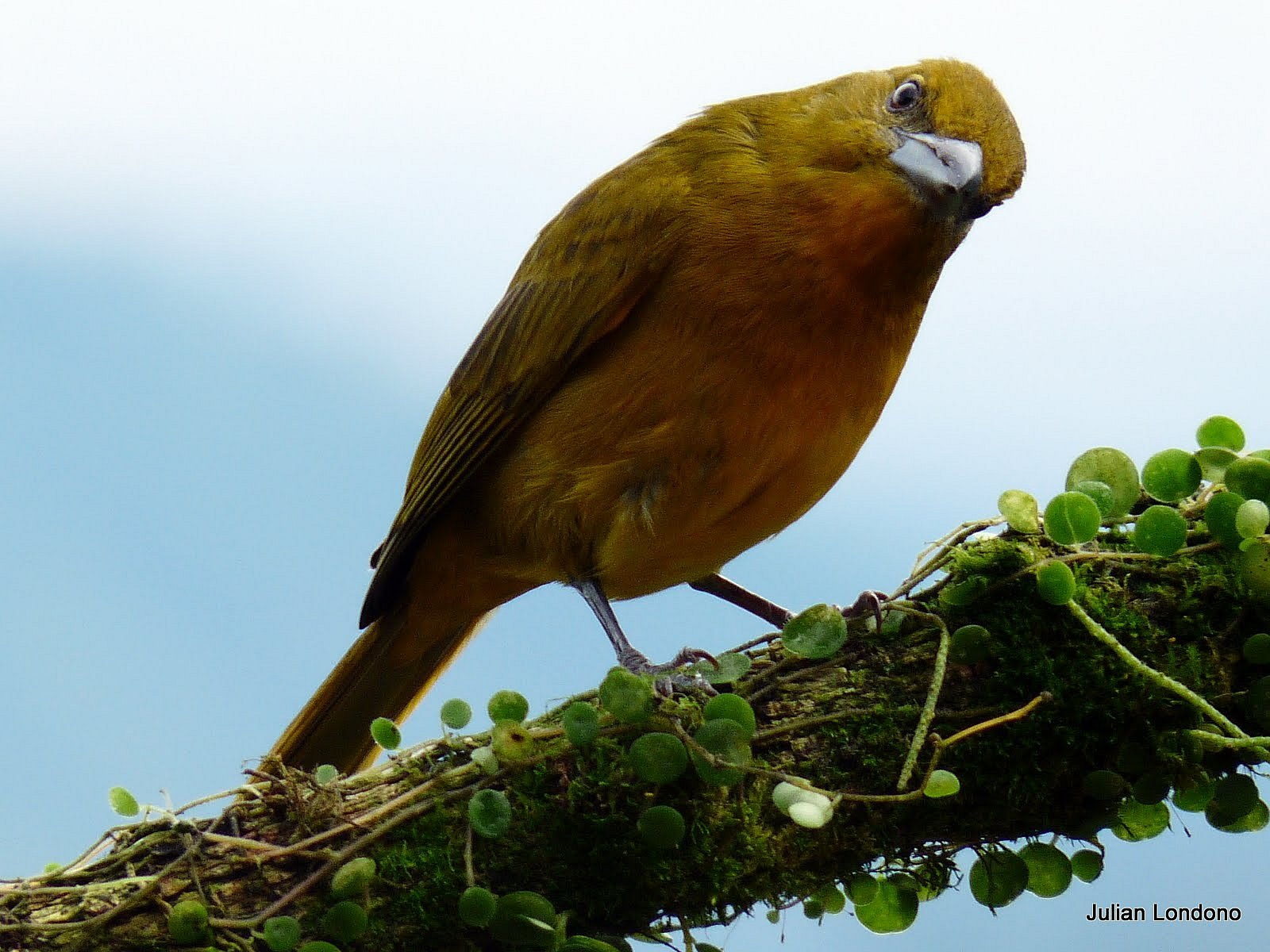
Une femelle.

Son aire s'étend du Costa Rica à travers le pourtour nord-ouest de l'Amazonie.

## Sous-espèces
D'après le Congrès ornithologique international il se répartit en six sous-espèces (ordre phylogénique) :
- Piranga lutea testacea (Sclater & Salvin 1868) — cordillère de Talamanca ;
- Piranga lutea lutea (Lesson 1834) — du sud-ouest de la Colombie à la Bolivie ;
- Piranga lutea desidiosa (Bangs & Noble 1918) — syd-ouest de la Colombie ;
- Piranga lutea toddi (Parkes 1969) — amont du río Magdalena ;
- Piranga lutea faceta (Bangs 1898) — nord de la Colombie, du Venezuela et Trinité ;
- Piranga lutea haemalea (Salvin & Godman 1883) — plateaux du bouclier guyanais.